# Nové Slezsko

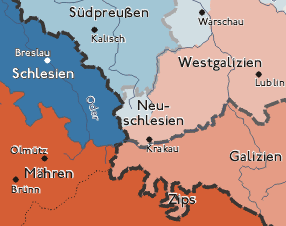
Nové Slezsko na mapě

Nové Slezsko (německy Neuschlesien) byla malá provincie Pruského království existující v letech 1795 až 1807, vytvořená v důsledku třetího dělení Polska. Nové Slezsko leželo severozápadně od Krakova a jihovýchodně od Čenstochové, na hranicích s rakouským záborem Polska; zahrnovalo v sobě území bývalého Seveřského knížectví (do roku 1790 počítaného ke Slezsku, ovšem od poloviny 15. století patřícího arcibiskupům krakovským) a část sousedního Malopolska (z nějž většina byla rozdělena mezi rakouské země Halič a Západní Halič).
Hlavním městem provincie byl Siewierz (Sewerien), nicméně zpočátku byla spravována ze slezského hlavního města Vratislavi, později však probíhala správa převážně z Jižního Pruska, tj. Prusy zabraného Velkopolska. Po prohře Pruska ve Válce čtvrté koalice byla v roce 1807 v rámci dohod Tylžského míru provincie Nové Slezsko zrušena a území začleněno do Varšavského knížectví.